# Équipe de Hongrie espoirs de football
Maillots
L'équipe de Hongrie espoirs de football est une sélection de joueurs de moins de 21 ans hongrois placée sous l'égide de la Fédération de Hongrie de football.

## Palmarès
- Tournoi de Toulon
  - Vainqueur : 1978
  - Finaliste : 1974
  - Troisième : 1979

## Parcours au Championnat d'Europe de football espoirs
- 1978 : Quart de finale
- 1980 : Quart de finale
- 1982 : Non qualifié
- 1984 : Non qualifié
- 1986 : Demi-finale
- 1988 : Non qualifié
- 1990 : Non qualifié
- 1992 : Non qualifié
- 1994 : Non qualifié
- 1996 : Quart de finale
- 1998 : Non qualifié
- 2000 : Non qualifié
- 2002 : Non qualifié
- 2004 : Non qualifié
- 2006 : Non qualifié
- 2007 : Non qualifié
- 2009 : Non qualifié
- 2011 : Non qualifié
- 2013 : Non qualifié
- 2015 : Non qualifié
- 2017 : Non qualifié
- 2019 : Non qualifié
- 2021 : 1er tour
- 2023 : Non qualifié

## Effectif en 2022
Les joueurs suivants ont été appelés pour disputer une série de matchs amicaux contre la Bulgarie et la Lituanie les 23 et 27 septembre 2022.
Gardiens
- Zsombor Molnár
- Zsombor Senkó
- Krisztián Hegyi

Défenseurs
- Botond Balogh
- Alex Szabó
- Márk Csinger
- Patrik Iyinbor
- Ákos Debreceni

Milieux
- Kevin Kállai
- Mátyás Kovács
- Mihály Kata
- Bertalan Bocskay
- Roland Lehoczky
- Ágoston Bényei
- Barnabás Kovács
- György Komáromi
- Barna Benczenleitner

Attaquants
- Dániel Németh
- Dominik Kocsis
- Milán Tóth
- András Németh
- Krisztofer Horváth
- Bálint Katona